# Хома
Хома́ — християнське чоловіче ім'я. Походить через старослов'янське посередництво з грец. Θωμάς, у свою чергу, похідного від арамейського תאומא [те-ома] — «близнюк». Інші форми — Фома, Тома.
Існує рідковживана жіноча форма імені — Фомаїда, Фомаїс (грец. Θωμαΐς).

## Відомі носії
- Апостол Хома — один з дванадцяти учнів Ісуса Христа. Згідно з Євангелієм, не вірив вісті про його воскресіння, допоки не переконався у цьому особисто. Словосполучення «Хома невірний» вживається досі щодо недовірливої людини.
- Хома Барсук-Мойсєєв
- Хома Болдуєв
- Хома Водяний
- Хома Євлевич
- Хома Коцюбинський
- Хома Лебідь
- Хома Пархомюк
- Хома Радченко
- Хома Рябокінь
- Хома Семененко
- Хома Тихорський